# شهاب المقرمي
شهاب المقرمي فنان تشكيلي يمني اشتهر برسم الوجوه، رسم حتى الآن قرابة خمسة آلاف وجه محلي وعالمي في مختلف المجالات. له العديد من الأعمال الفنية أهمها لوحته الشهيرة (الذاكرة الشهابية) وكتابه (وجوه رصاصية) دون في قرابة 700 وجه رسما بالقلم الرصاص. و «ملحمة الفداء» التي رسم فيها أكثر من 100 بورتريها لشهداء ثورة الشباب اليمنية .

## روابط خارجية
- صفحة الفنان في موقع الصور فليكر .
- صفحة الفنان في موقع فيسبوك  على فيسبوك..